# Seno hiperbólico
El seno hiperbólico es una función real  de  variable real {\displaystyle x}, que se designa con
{\displaystyle \sinh(x)}
está definida mediante la siguiente ecuación:

{\displaystyle \sinh(x)={\frac {e^{x}-e^{-x}}{2}}}

donde {\displaystyle e^{x}} es la función exponencial. Esta función, junto con el coseno hiperbólico y la tangente hiperbólica, conforman unas identidades como las trigonométricas circulares, pero con algunas excepciones. Entre ellas:

{\displaystyle {\cosh }^{2}{x}-{\sinh }^{2}{x}=1\,}
{\displaystyle \tanh(x)={\frac {{\sinh }(x)}{\cosh(x)}}}

Su relación con el seno está dada por:
{\displaystyle \sin(x)=-i\sinh(ix)}

## Propiedades
- Las funciones circulares seno y coseno están vinculadas con el círculo unitario de frontera x2 + y2 = 1, mediante la ecuación  sen2 α + cos2α =1; de igual manera, las hiperbólicas están vinculadas con la hipérbola  x2 - y2 = 1, por medio de cosh2 t -sinh2 t = 1 donde t = 2 áreas de OCA, O = origen de coordenadas, A punto de la hipérbola, C vértice de la misma.[2]

- La función sinh(x) es una función impar, ya que para todo valor de x, se cumple que

{\displaystyle \sinh(-x)=-\sinh(x)}

- La función senh x es creciente, puesto que su derivada es mayor que 0, en todo su campo de definición.[3]
- El punto (0; 0) es punto de inflexión, pues la segunda derivada varía  de signo al pasar la función de valores negativos a valores positivos. Además es cóncava hacia abajo para x <0; y convexa hacia arriba para x > 0.[4]

## Derivadas
{\displaystyle {{\mathrm {d} } \over {\mathrm {d} x}}{\sinh }(x)={\cosh }(x)}
{\displaystyle {{\mathrm {d} } \over {\mathrm {d} x}}{\cosh }(x)={\sinh }(x)}